# André Testa
Jonkheer Andreas Lodewijk Franciscus Maria (André) Testa ('s-Gravenhage, 22 maart 1942) is een Nederlandse bestuurder en oud-werkgeversvoorzitter.

## Loopbaan
Testa studeerde economie aan de Universiteit van Amsterdam. Hij was financieel directeur van het Loodswezen Koninklijke Marine en van 1979 tot 1995 eerst adjunctdirecteur en daarna directeur van de Noord-Zuid-Hollandse Vervoer Maatschappij (NZH) te Haarlem, destijds de grootste streekvervoerder in Nederland en een dochteronderneming van de Nederlandse Spoorwegen. Na zijn benoeming tot directeur moderniseerde hij dit busbedrijf tot een concern waarin ook ander vervoer, zoals ambulance- en taxivervoer, werd opgenomen. Hij besteedde veel aandacht aan een aansprekende presentatie: een van zijn eerste acties was de vervanging van de saaie voorkanten van de dienstregelingboekjes door een tekening van een bekende striptekenaar. In 1995 stapte Testa met een afkoopsom van drie miljoen gulden op als directeur bij de NZH, na een conflict met het bestuur van de holding Verenigd Streekvervoer Nederland die de aandelen NZH van de NS had overgenomen. 

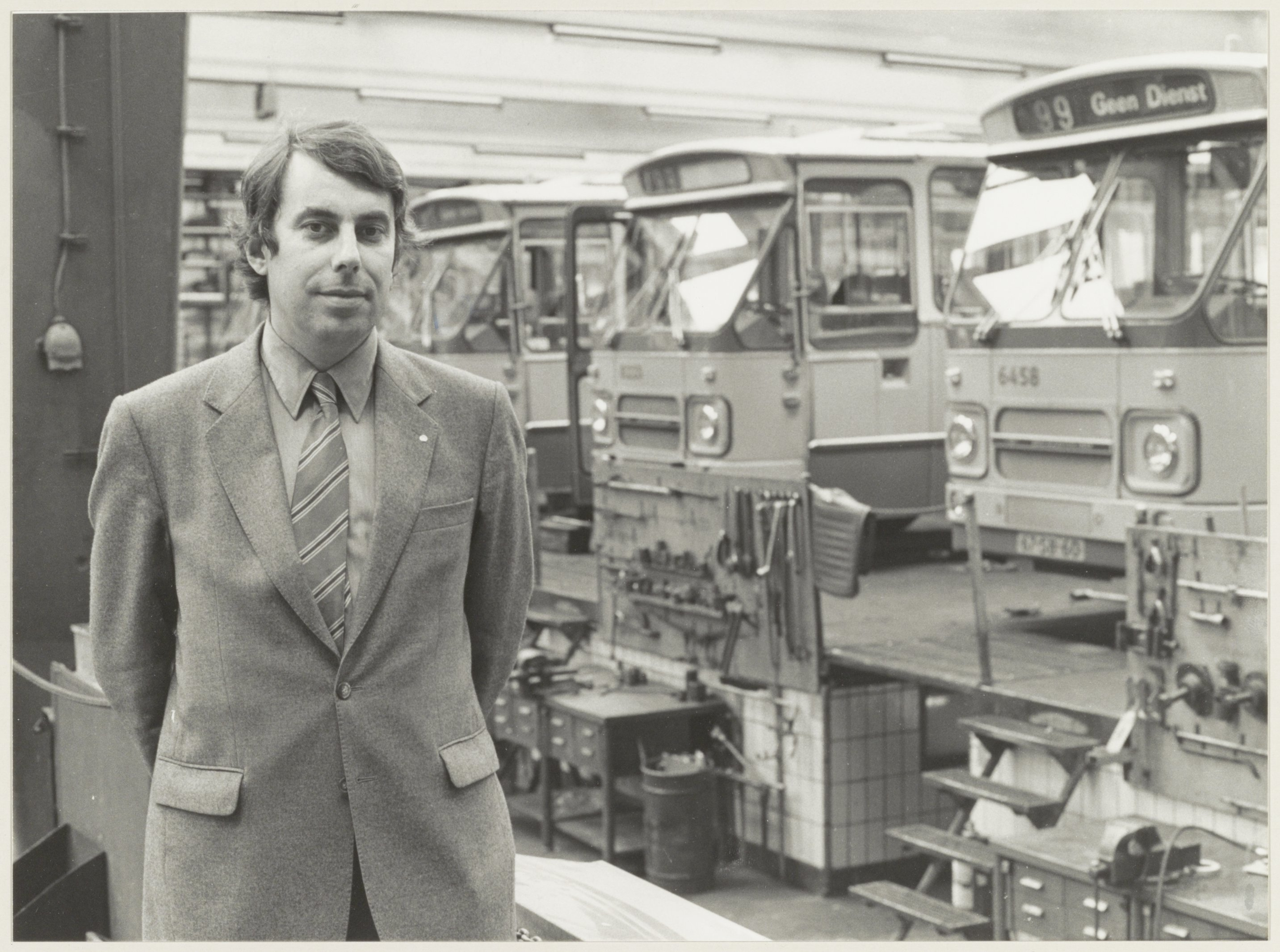
Testa in de werkplaats aan de Leidsevaart in Haarlem in 1981

Van 1996 tot 2002 was hij directeur van het GVB Amsterdam, de openbaarvervoermaatschappij voor de gemeente Amsterdam, die hij grondig heeft gesaneerd. De komst van Testa naar het GVB was niet onomstreden. De Ondernemingsraad van het GVB en de vakbond Abvakabo FNV maakten bezwaar tegen het salaris dat hij ging verdienen (rond de 400.000 gulden) en twijfelden aan zijn kundigheid. Later gaven zij te kennen dat hun twijfel was weggenomen.
Testa wist de zeer ambtelijke cultuur van het GVB om te buigen tot grotere slagvaardigheid en doelmatigheid. Onder zijn leiding werd het tram- en bussenpark, dat sterk verouderd was en veel onderhoud nodig had, voor een aanzienlijk deel vervangen door nieuw  materieel. Er werd een grote serie van 155 Combino-trams besteld, die in 2002-2005 in dienst kwamen. Deze moesten al enkele jaren later door grote technische problemen grondig worden verbouwd, een affaire die veel publiciteit trok. Testa werd achteraf verweten dat de aankoop van zo'n grote serie ineens, zonder dat prototypen in de praktijk waren uitgetest, een te groot waagstuk was geweest. Een in 1998 door het GVB aangeschaft nieuw bustype kreeg de naam "Jonckheer" naar de Belgische bussenbouwer Jonckheere die was opgegaan in de VDL Groep die deze bussen bouwde. Deze bijnaam zou volgens sommigen een knipoog geweest zijn naar zijn adellijke predicaat.

## Nevenfuncties
- Voorzitter van de Kamer van Koophandel en Fabrieken Haarlem e.o.
- Fungerend Voorzitter van de Kamer van Koophandel en Fabrieken Groot Amsterdam.
- Voorzitter van de brancheorganisatie Koninklijk Nederlands Vervoer (KNV).
- Voorzitter van MOBIS, Vereniging van Openbaar Vervoerbedrijven.
- Voorzitter van SBN, Stichting Beeldverhaal Nederland.
- Voorzitter van de Stichting die het Nederlands Stripmuseum beheert.

## Onderscheiding
- Officier in de Orde van Oranje Nassau

## Familieachtergrond
Testa is een telg uit het geslacht Testa, een van oorsprong Genuees, sinds 1847 Nederlands adellijk geslacht. Hij is een zoon van de op Halki bij Constantinopel geboren mr. Théodore Marie Erasme baron Testa (1900-1972) en de advocaat mr. Hermine Maria Ignata Everard (1904-1987).